# 信者
信者（しんじゃ）とは、
- 特定の宗教や宗派を信仰する者。別に信徒（しんと）、檀信徒（だんしんと）、「◯◯教徒」とも言う。
- 上記より転じて、特定の個人や団体や主義や製品などに熱中し、異なる主義を客観的に判断しない者。

実際に信仰している者を指すことが多いが、宗教的組織の名簿に形式上記載されているのみの者まで指すこともあり、明確な境界はない。
本来の意味での「信者」は、信仰を共有する者の間では肯定的な意味で用いられる。
ただし無神論者など、「信じる」という言葉に否定的な者は、「信者」という言葉を否定的に使うこともある。

## 信者となる過程
以下は代表例である。

### キリスト教
正教会
洗礼機密を参照。洗礼は全身を水に浸す浸礼か灌水礼式で行なわれる。洗礼とともに聖人や天使などに因んだ洗礼名が与えられる。
カトリック
カトリックでは、洗礼を受けて信者となる。洗礼は司祭が受洗者のこめかみに「父と、子と、聖霊の御名によって洗礼を授ける」と宣言しながら水をかける灌水礼式。洗礼とともに洗礼名が与えられる。幼児洗礼の場合、"ある段階で信者になった"という意識はあまりないことが多いため、秘跡の意味が十分に理解できるようになってから改めて堅信を行う。

一方、成人後に受洗した場合は、入信という意識の変化と洗礼体験が分かち難く結びついている。なお成人洗礼の場合、洗礼と同時に堅信を行う場合もありうる。
プロテスタント
プロテスタントも、洗礼を受けて信者となる。洗礼の仕方は教派によって異なり、頭に水をかけるだけの滴礼のところもあれば、バプテスト教会のように浸礼（バプテスト教会では洗礼とは言わず「浸す」という意味の「バプテスマ」と言う）のところもある。幼児洗礼の場合は一定の年齢になった段階で信仰告白（堅信）を行なう。バプテスト教会は14歳未満の児童に対する幼児洗礼は行わない。聖公会では正教会やカトリックと同じく洗礼時に洗礼名が与えられる。
クエーカーのように信徒による面接で入信を行なったり、救世軍のように軍旗の下で信仰告白をする「入隊式」を行なうなど、入信に水を使わない教派もある。

### イスラム教
イスラム教では、親の片方がムスリムならば、その子もムスリムとみなされる。イスラム法やシャーリアでは、入信について特段の定めはない。非ムスリムが入信する場合は、指導者であるイマームの前で「アッラーのほかに神はない、ムハンマドはアッラーの使徒である」と信仰を告白すれば、ムスリムとなりウンマの一員に加わる。

### 仏教
以下は日本での事例である。

#### 檀家制度下での在家信者
特に定まっていない。例外はあるものの、大半は元々檀家であるだけで特に儀式に参加しなくとも、信者に数えられる。ただし、明治以降に離壇の手続きを取った世帯については末代まで管理されている。

#### 出家者
得度し、戒律を授かり、剃髪を行って出家者となる。この時、僧侶としての名前である戒名あるいは法名を授かる。ただし浄土真宗では、門徒（在家信徒）に対しても「帰敬式」（〈おかみそり〉とも）を受けて法名を授かる事を推奨している。

#### 日蓮正宗
日蓮正宗は他宗派とシステムが異なり、在家信者は寺院において住職から授戒を受け、さらに「御本尊」と呼ばれる曼荼羅を下附されなければ檀信徒名簿に登録されない。授戒だけ終えて御本尊が交付されていない在家信者を指して「内得信仰」（ないとくしんこう）と言うこともある。

日蓮正宗の僧侶（出家者）については総本山大石寺で行われる得度審査に合格しなければならない。この得度審査も「少年」（小学校6年生）と「一般」（高卒以上）に分かれており、少年得度に合格した者は中学・高校の6年間を大石寺で過ごした後、地方寺院在勤を経て教師に補任され、約10年をかけて一人前の出家僧となる。

なお、創価学会、冨士大石寺顕正会、正信会を退会ないしは除名になった者であっても、末寺に参拝し授戒を受ければ信仰に復帰することができる。
創価学会は1991年（平成3年）、顕正会も1974年（昭和49年）以前は日蓮正宗内の信徒団体だったため、この時代に両団体に入会した人は団体内での手続き完了後に日蓮正宗の寺院に参拝して授戒と御本尊授与を受けていた。これにより、両団体が破門されるまでの間は日蓮正宗の信徒としても取り扱われていた。

### 創価学会
日本国内最大の信者を抱える日蓮系新宗教団体の創価学会（827万世帯）は、1945年の終戦直後から1960年代にかけては入信手続きがかなり緩く、折伏（勧誘）をされた後すぐに日蓮正宗の寺院に参拝し、その場で御本尊が授与されることもあった。その後1970年代以降、入会（入信）の手続きが非常に厳しいものとなり現在に至っている。現在、入信手続きは「会員希望カード」と呼ばれる書類の記入から始まる。

#### 世帯内に創価学会員がいない場合
会員希望カードには「3つの実践」が記載されている。
この条件を満たし、地区部長以上の幹部を含む2名以上の既存会員による紹介と本人への意思確認、同居家族の了解、未成年者については親権者の承諾という手続きを経て、最寄りの会館で「入会記念勤行会」に出席するよう指示される。この勤行会に出席するまでの間に他宗の仏壇、および仏教以外の既存世界宗教から転向する場合はその宗教で使用していた用具類を廃棄、返却しなければならない。創価学会専用の仏壇・仏具も販売されているが、全会員が強制的に購入しなければならないものではない。

なお、折伏大行進と呼ばれる急速な会員拡張が行われていた1950年代から60年代には、「謗法払い」（ほうぼうばらい）といってこれらの作業を支部の先輩会員が半ば強制的に行うこともあり社会問題化した。

勤行会で自宅の仏壇に設置する「御本尊」の授与を受け、紹介者とともに帰宅して御本尊を安置して、初めて正式の創価学会員と認められる。何らかの理由で御本尊を仏壇に安置できない場合は、「お守り御本尊」と呼ばれる御本尊を象ったペンダントを首にかけることもできる。なお、御本尊、お守り御本尊のどちらも授与を受けるには創価学会規定の手数料を納付する必要がある。
ここまでの一連の過程には最低でも3ヶ月程度、あるいはそれ以上の時間を要する。
ただし入会を希望した者が住所不定の場合は、機関紙の聖教新聞（日刊）、および大白蓮華（月刊）の宅配ができず、会員管理制度である「統監」（とうかん）に組み込むことも困難なため、原則として入会を受け付けない。創価学会本部は、住所不定者の受け入れを拒否する理由を「地域の活動に根付けないためだ」と説明している。

#### 教学試験を経由する方法
3つの実践の全て、特に聖教新聞の購読が実行できなくても創価学会の活動に参加する意思のある者は、地区部長の判断で「会友」（かいゆう）として受け入れる場合もある。会友として座談会に参加し、大白蓮華などを参考に御書の研鑽を積んで教学部任用試験（教学入門）に合格すれば、教学部員として入会が認められる。

#### 世帯内に創価学会員がいる場合
創価学会は世帯内の誰かが入会した場合に作成する「会員カード」に基づき、家族・世帯単位での信仰を求めている。このため結婚や子供が生まれるなどして同一生計内の人数に増減があったときは、所属する地区・支部の統監主任に連絡すれば会員カードへの加除が行われ、創価学会員（信者）と同等に扱われる。

ただし、非創価学会員と結婚した場合の相手など会員カードに記載されたとしても活動への参加を拒否することは自由であり、結婚から時間が経った後改めて折伏を行い夫婦揃って創価学会の活動に参加するようになったケースもある。

#### 日蓮系他教団からの転向
創価学会結成後に日蓮正宗から分派した冨士大石寺顕正会や正信会といった日蓮正宗系新宗教団体の会員であった者が創価学会への転向を希望する時は、それら組織に入会する前に創価学会員の経験がないことが前提となる。また入会に際して、地区部長や区本部レベルで通常の新規折伏よりも厳しい審査が行われ、総県を担当する副会長や幹部経験者であれば中央本部の承認が必要となる場合もある。
創価学会を退会ないしは除名された後にこれら団体へ移籍し、そこからも除名された場合に審査会の処分により活動を離れた者の創価学会員への復帰は一切認められていないため、信仰の選択肢が限られてしまうケースも多い（前述）。

#### 創価学会インタナショナル（SGI）
創価学会インタナショナル（SGI）に属する日本国外の組織では、聖教新聞の購読ができない分、座談会への出席が重視される傾向があり、国によっては連続する12ヶ月の間に1度でも座談会を欠席すると入会が認められないこともある。2002年（平成14年）にSGI方式勤行が導入されるまでは外国人でも五座三座の勤行を滞りなく実施できることが最低限の基準とされた国も多かった。

また、国外に活動の本拠を置いている日本人が日本へ一時帰国中に創価学会に入会しようとしても原則として認められない。この場合、居住ないしは活動の本拠がある国の組織に自ら連絡し、組織が主催する座談会などの活動に現地人会員とともに参加した上で、組織が定める基準を完全に満たさなければ入会できない。「海外での勤務」など日本国外で活動している時間の方が長く、かつ複数の国を渡り歩いている人は、創価学会員世帯出身者でない限り事実上門戸が閉ざされていると言ってもいい。
逆に、日本で入会が認められた創価学会員が駐在、第三国移住などで世帯ごと海外へ転居する場合は、日本国内で所属していた支部または区本部を通じて中央の「国際本部」へ届け出ると、転居先の国の創価学会組織へ紹介される。

### 冨士大石寺顕正会
創価学会と対立する日蓮正宗系宗教団体冨士大石寺顕正会の場合は、創価学会や日蓮正宗と違って会員個人宅に安置する本尊の授与がない。このため入会（入信）の過程は創価学会と比べて簡素であり、折伏大行進全盛期の創価学会に近い体制となっている。また、世帯単位での信者の再生産体制が確立している創価学会と違い、顕正会は個人単位で信徒を把握している。

非会員が会館で行われる勤行会に出席するなど、顕正会の行事に初めて参加した時は、紹介者となる先輩会員1名の署名を付けた「入信報告書」を記入し提出する。組織は入信報告書を受理すると、自宅での遥拝勤行実施に必要な「勤行要典」という小冊子と数珠を新入会員に配布する。

後日、先輩会員とともに会館での日曜勤行に出席して「入信勤行」を行う。この席上、導師に自分の名前を読み上げてもらい、顕正会会員の列に正式に加えられる。

### 神道
江戸時代の寺を拠点とした檀家制度に代わって、1871年（明治4年）に神社を拠点とする氏子調が導入されたこともあり、大抵の神社はその土地の住人をそのまま氏子とみなしている。
ひろさちやは次のように指摘する。「日本人であれば、信仰表明をしないでも信者とされるのに、外国人がいくら信仰表明をしても『氏子』とは認めてもらえない。いや、日本人の場合は、神道の信者にならないと明白に信仰を拒否しても、（勝手に）信者ということにされてしまう」

## 比喩的な意味での「信者」
上記の信者の用法から転じて、何らかの個人やグループ、あるいは主義や製品等々に夢中になっている者を指す。「彼女はビートルズ信者だ」「彼はUnixの信者だ」のように用いられる。
その度合いが高いものを狂信者とも称する。